# Raynald Denoueix
Raynald Denoueix (Rouen, 14 de maio de 1948) é um ex-futebolista e treinador de futebol francês que atuava como lateral-esquerdo.

## Carreira de jogador
Tendo feito sua formação no Rouen e no JS Arpajon, Denoueix jogou toda sua carreira profissional no Nantes, entre 1966 e 1979. Somando todas as competições, foram 105 partidas e nenhum gol marcado, sendo bicampeão nacional em  1972–73 e 1976–77, além de ter vencido uma Copa da França, em 1978–79.

## Carreira de treinador
Pouco depois de encerrar a carreira de jogador, estreou como técnico no US Gétigné, clube que disputava a quarta divisão francesa na época. Em 1982 voltou ao Nantes para treinar as categorias de base, tendo sido o responsável por lançar Didier Deschamps e Marcel Desailly, que viriam a ser campeões da Copa de 1998 e da Eurocopa de 2000 pela Seleção Francesa.
Teve ainda uma curta passagem no comando do time B na temporada 1996–97, sendo promovido ao elenco principal dos Canários depois que Jean-Claude Suaudeau anunciou sua aposentadoria como técnico, em 1997. Em 4 temporadas, Denoueix venceu o Campeonato Francês de 2000–01 (foi também eleito o técnico do ano na primeira divisão), duas Copas da França e duas Supercopas. Em dezembro de 2001, foi demitido após uma sequência de maus resultados.
Em maio de 2002, assinou com a Real Sociedad para sua primeira experiência fora da França, substituindo Roberto Olabe. Sob o comando de Denoueix, os Txuri-urdin fizeram uma disputa acirrada pelo título espanhol com o Real Madrid, perdendo apenas na reta final, embora tivesse conquistado o Prêmio Don Balón de melhor técnico do Campeonato Espanhol. Alternando entre a edição seguinte de La Liga e a Liga dos Campeões da UEFA, a Real Sociedad teve um desempenho irregular que causou a saída do treinador após a eliminação para o Lyon, nas oitavas-de-final do torneio continental. Desde então, não voltou a comandar outros times, passando a trabalhar como comentarista do Canal+ em jogos do Campeonato Espanhol até 2011, quando deixou a emissora alegando problemas pessoais. 

## Títulos

### Como jogador
Nantes
- Campeonato Francês: 1972–73, 1976–77
- Copa da França: 1978–79

### Como treinador
Nantes
- Campeonato Francês: 2000–01
- Copa da França: 1998–99, 1999–2000
- Supercopa da França: 1999, 2001

### Individuais
- Treinador do Ano do Campeonato Francês: 2000–01[7]
- Prêmio Don Balón de Melhor Treinador do Campeonato Espanhol: 2002–03